# 1885 w muzyce
Wydarzenia muzyczne w 1885 roku.

## Wydarzenia
- 9 stycznia – w Wiedniu odbyła się premiera „Sapphische Ode” op.94/4 oraz „Mädchenlied” op.95/6 Johannesa Brahmsa[1][2]
- 24 stycznia
  - w Petersburgu odbyła się premiera „Suite No.3” op.55 Piotra Czajkowskiego[1][2][3]
  - w paryskiej Salle Pleyel miała miejsce premiera „Prélude, Choral et Fugue” Césara Francka[1][2]
- 25 stycznia – w Paryżu odbyła się premiera „Saugefleurie” op.21 Vincenta d’Indy[1][2][4]
- 28 stycznia – w Krefeld odbyła się premiera „O schöne Nacht!” op.92/1[5] oraz „Tafellied” op.93b[6] Johannesa Brahmsa[1][2]
- 30 stycznia – w Krefeld odbyła się premiera „2 Gesänge” op.91 Johannesa Brahmsa[1][2]
- 27 lutego – w Wiedniu odbyła się premiera „Der Tod, das ist die kühle Nacht” op.96/1 oraz „Wir wandelten, wir zwei zusammen” op.96/2 Johannesa Brahmsa[1][2]
- 4 marca – w Meiningen odbyła się premiera „Horn Concerto No.1” op.11 Richarda Straussa[1][2]
- 6 marca – w Moskwie odbyła się premiera „Concert Fantasia” op.56 Piotra Czajkowskiego[1][2][7]
- 8 marca – w Brnie odbyła się premiera „Dumka” Leoša Janáčka[1][2]
- 11 marca – w Wiedniu odbyła się premiera „Nun stehn die Rosen in Blüte” op.44/7, „Die Berge sind spitz” op.44/8 oraz „Am Wildbach die Weiden” op.44/9 Johannesa Brahmsa[1][2][8]
- 12 marca – w Bergen odbyła się premiera suita „Z czasów Holberga” op.40 Edvarda Griega[1][2]
- 14 marca – w londyńskim Savoy Theatre miała miejsce premiera operetki Mikado Arthura Sullivana[1][2][9]
- 15 marca – w paryskim Théâtre du Châtelet miała miejsce premiera „Les Djinns” Césara Francka, II symfonii op.40 Gabriela Fauré oraz „La sulamite” Emmanuela Chabriera[1][2]
- 5 kwietnia – w Karlsruhe odbyła się premiera opery Noé Jacques’a Halévy[1][2]
- 18 kwietnia – w Konserwatorium Moskiewskim miała miejsce premiera „Hymn in Honor of Saints Cyril and Methodius” Piotra Czajkowskiego[1][2][10]
- 20 kwietnia – w Wiedniu odbyła się premiera pieśni „Lied aus dem Gedicht 'Ivan'” op.3/4 Johannesa Brahmsa[1][2]
- 22 kwietnia – w londyńskim St James's Hall miała miejsce premiera VII symfonii Antonína Dvořáka[1][2][11]
- 29 kwietnia – w bostońskim Apollo Club miała miejsce premiera „If Doughty Deeds My Lady Please” Arthura Foote[1][2]
- 2 maja – w Wiener Musikverein miała miejsce premiera „Te Deum” WAB 45 Antona Brucknera[1][2]
- 11 maja – w monachijskiej Königliche Musikhochschule miała miejsce premiera Symphony in C op.7 Horatio Parkera[1][2]
- 15 lipca – w monachijskiej Königliche Musikhochschule miała miejsce premiera „König Trojan” op.8 Horatio Parkera[1][2][12]
- 26 sierpnia – w Birmingham odbyła się premiera „Mors et vita” Charles’a Gounoda[1][2]
- 28 sierpnia – w Birmingham odbyła się premiera „The Three Holy Children” op.22 Charlesa Villiersa Stanforda[1][2]
- 28 września – w Pradze odbyła się premiera „Ballade” op.15 Antonína Dvořáka[1][2][13]
- 20 października – w Worcester odbyła się premiera „Romance for Violin and Piano” op.1 Edwarda Elgara[1][2]
- 24 października – w wiedeńskim Theater an der Wien odbyła się premiera operetki Baron cygański Johanna Straussa (syna)[1][2]
- 25 października – w Meiningen odbyła się premiera IV symfonii op.98 Johannesa Brahmsa[1][2][14]
- 3 listopada – w Christiania Theater miała miejsce premiera „Bergliot” op.42 Edvarda Griega[1][2]
- 6 listopada – w Wiedniu odbyła się premiera pieśni „Liebe und Frühling” op.3/3 Johannesa Brahmsa[1][2]
- 22 listopada – w Wiener Musikverein miała miejsce premiera „Schatz-Walzer” op.418 Johanna Straussa (syna)[1][2]
- 29 listopada – w Wiener Musikverein miała miejsce premiera polki „Brautschau” op.417 Johanna Straussa (syna)[1][2]

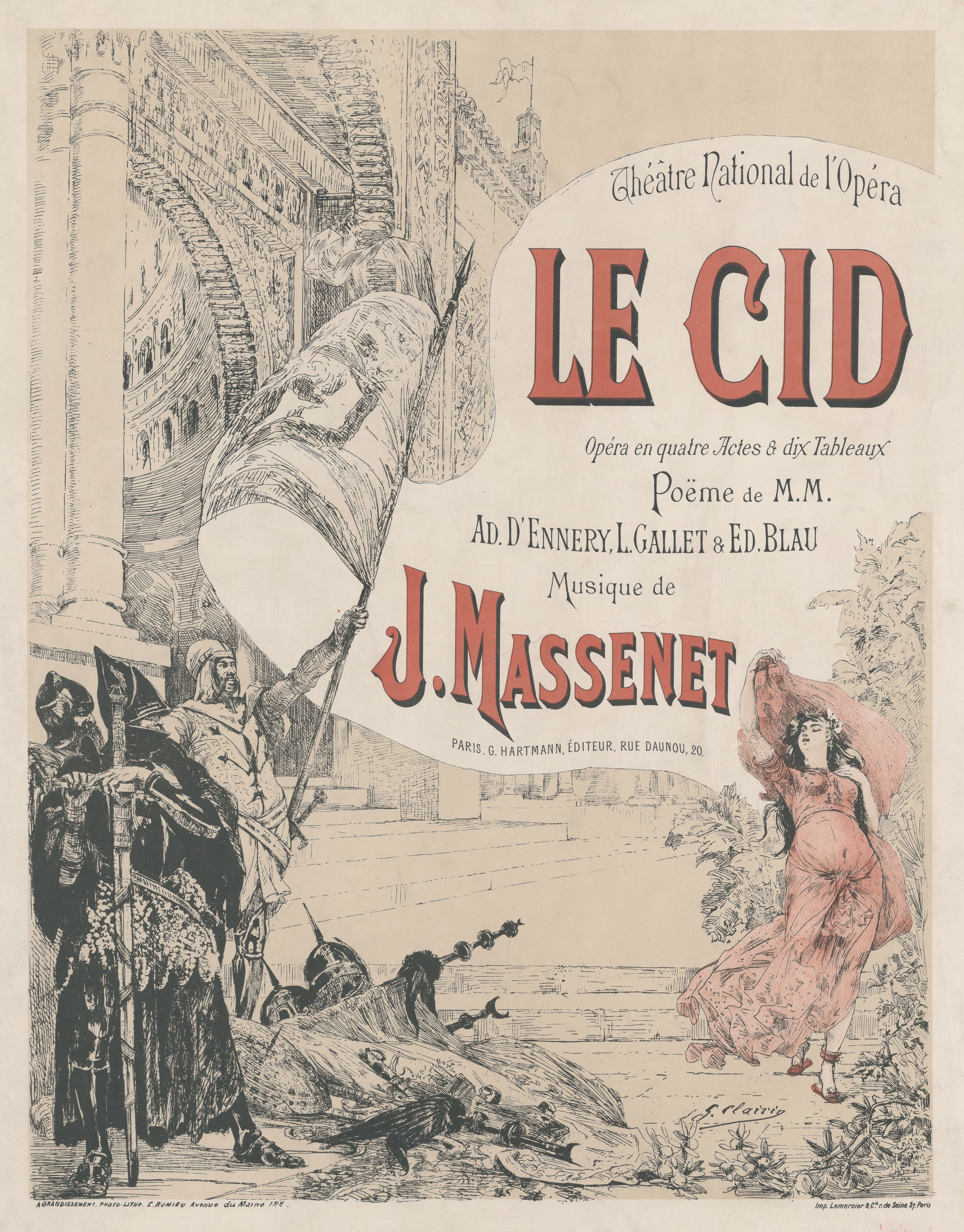
Plakat do opery Le Cid Jules’a Masseneta

- 30 listopada – w Paryżu odbyła się premiera opery Le Cid Jules’a Masseneta[1][2]
- 8 grudnia
  - w wiedeńskiej Hofburgkapelle miała miejsce premiera „Virga Jesse” WAB 52 Antona Brucknera[1][2]
  - w Weimarze odbyła się premiera „Piano Quartet” op.13 Richarda Straussa[1][2][15]
- 13 grudnia – w Wiener Musikverein miała miejsce premiera polki „Kriegsabenteuer” op.419 Johanna Straussa (syna)[1][2]
- 17 grudnia – w Sankt Petersburgu odbyła się premiera „Jurisprudence March” Piotra Czajkowskiego[1][2][16]
- 26 grudnia – w Wiener Musikverein miała miejsce premiera polki „Die Wahrsagerin” op.420 Johanna Straussa (syna)[1][2]

## Urodzili się
- 3 stycznia – Raul Koczalski, polski kompozytor i pianista wirtuoz (zm. 1948)
- 7 stycznia – Łucjan Kamieński, polski muzykolog i kompozytor (zm. 1964)
- 8 stycznia – Boris Hambourg, rosyjski wiolonczelista (zm. 1954)
- 23 stycznia – Bolesław Wallek-Walewski, polski kompozytor i dyrygent, wykładowca i dyrektor Konserwatorium Towarzystwa Muzycznego w Krakowie (zm. 1944)
- 27 stycznia
  - Jerome Kern, amerykański kompozytor muzyki rozrywkowej (zm. 1945)
  - Eduard Künneke, niemiecki kompozytor operetek, oper i muzyki teatralnej (zm. 1953)
- 9 lutego – Alban Berg, austriacki kompozytor (zm. 1935)
- 7 marca – Walerian Bierdiajew, polski dyrygent (zm. 1956)
- 9 marca – Tamara Karsawina, rosyjska tancerka (zm. 1978)
- 22 marca – Jēkabs Mediņš, łotewski kompozytor i dyrygent (zm. 1971)
- 5 kwietnia – Dimitrie Cuclin, rumuński kompozytor (zm. 1978)
- 16 kwietnia – Leó Weiner, węgierski kompozytor (zm. 1960)
- 29 kwietnia – Wallingford Riegger, amerykański kompozytor (zm. 1961)
- 5 maja – Agustín Barrios Mangoré, paragwajski gitarzysta i kompozytor (zm. 1944)
- 14 maja – Otto Klemperer, niemiecki dyrygent (zm. 1973)
- 17 maja – Spéranza Calo-Séailles, grecka malarka, śpiewaczka operowa (zm. 1949)
- 1 czerwca – Eugeniusz Mossakowski, polski śpiewak operowy (baryton) (zm. 1958)
- 19 czerwca – Stevan Hristić, serbski kompozytor i dyrygent (zm. 1958)
- 26 czerwca – Frieda Hempel, niemiecka śpiewaczka operowa (sopran) (zm. 1955)
- 27 czerwca – Guilhermina Suggia, portugalska wiolonczelistka (zm. 1950)
- 12 lipca – George Butterworth, angielski kompozytor muzyki klasycznej (zm. 1916)
- 17 lipca – Benjamin Dale, angielski kompozytor i pedagog (zm. 1943)
- 23 lipca – Stefan Belina-Skupiewski, polski śpiewak (tenor), pedagog (zm. 1962)
- 24 lipca – Dezső Antalffy-Zsiross, węgierski organista i kompozytor (zm. 1945)
- 2 sierpnia – Claire Dux, niemiecka śpiewaczka operowa (sopran) (zm. 1967)
- 3 sierpnia – Adam Dobosz, polski śpiewak operowy (tenor) (zm. 1952)
- 5 września – Désiré Defauw, amerykański dyrygent i skrzypek pochodzenia belgijskiego (zm. 1960)
- 10 września – Dora Pejačević, chorwacka kompozytorka (zm. 1923)
- 11 września – Herbert Stothart, amerykański kompozytor, aranżer, dyrygent (zm. 1949)
- 14 września – Vittorio Gui, włoski dyrygent (zm. 1975)
- 24 września – Artur Lemba, estoński kompozytor, pianista i pedagog (zm. 1963)
- 6 października – Karol Stromenger, polski publicysta i krytyk muzyczny (zm. 1975)
- 22 października – Giovanni Martinelli, włoski śpiewak operowy (tenor) (zm. 1969)
- 24 października – Egon Wellesz, brytyjski kompozytor, choreograf, muzykolog, teoretyk muzyki austriackiego pochodzenia (zm. 1974)
- 25 października – Stanisław Pawlak, polski skrzypek, pedagog (zm. 1955)
- 7 listopada – Stanisław Nawrot, polski dyrygent i kompozytor (zm. 1970)
- 9 listopada – Aureliano Pertile, włoski śpiewak operowy (tenor) (zm. 1952)
- 20 listopada – Hermann Keller, niemiecki organista, muzykolog i pedagog (zm. 1967)
- 27 listopada – Rudolph Reti, amerykański teoretyk muzyki, pianista i kompozytor pochodzenia serbskiego (zm. 1957)
- 19 grudnia – Joe King Oliver, amerykański trębacz i kornecista jazzowy, lider big-bandu (zm. 1938)

Data dzienna nieznana
- Antoni Gorzkoś, polski dyrygent (zm. 1944)
- Üzeyir Hacıbəyov, azerski i radziecki kompozytor (zm. 1948)

## Zmarli
- 15 lutego – Leopold Damrosch, niemiecki dyrygent i skrzypek (ur. 1832)
- 28 marca – Ludvig Norman, szwedzki kompozytor, pianista, dyrygent i pedagog muzyczny (ur. 1831)
- 31 marca – Franz Abt, niemiecki kompozytor i kapelmistrz (ur. 1819)
- 1 maja – Henry Brinley Richards, walijski kompozytor (ur. 1817)
- 5 maja – Lauro Rossi, włoski kompozytor operowy (ur. 1810)
- 8 maja – Pavel Křížkovský, czeski kompozytor i dyrygent (ur. 1820)
- 11 maja – Ferdinand Hiller, niemiecki kompozytor i dyrygent (ur. 1811)
- 5 czerwca – Julius Benedict, brytyjski kompozytor i dyrygent pochodzenia żydowskiego (ur. 1804)
- 17 czerwca – Ignaz Reimann, niemiecki muzyk kościelny, kompozytor i organista, nauczyciel i dobroczyńca (ur. 1820)
- 26 sierpnia – August Gottfried Ritter, niemiecki organista i kompozytor (zm. 1811)
- 13 września – Friedrich Kiel, niemiecki kompozytor i pedagog (ur. 1821)
- 15 września – Juliusz Zarębski, polski pianista i kompozytor (ur. 1854)
- 21 października – Michele Novaro, włoski muzyk, autor pieśni. Skomponował muzykę do włoskiej pieśni patriotycznej „Fratelli d’Italia” (ur. 1818)
- 30 października – Gustav Merkel, niemiecki organista i kompozytor (ur. 1827)
- 20 grudnia – Max Seifriz, niemiecki skrzypek, dyrygent, kapelmistrz i kompozytor (ur. 1827)
- 23 grudnia – Heinrich Triest, niemiecki kompozytor i dyrygent (ur. 1811)